# Flashmetr

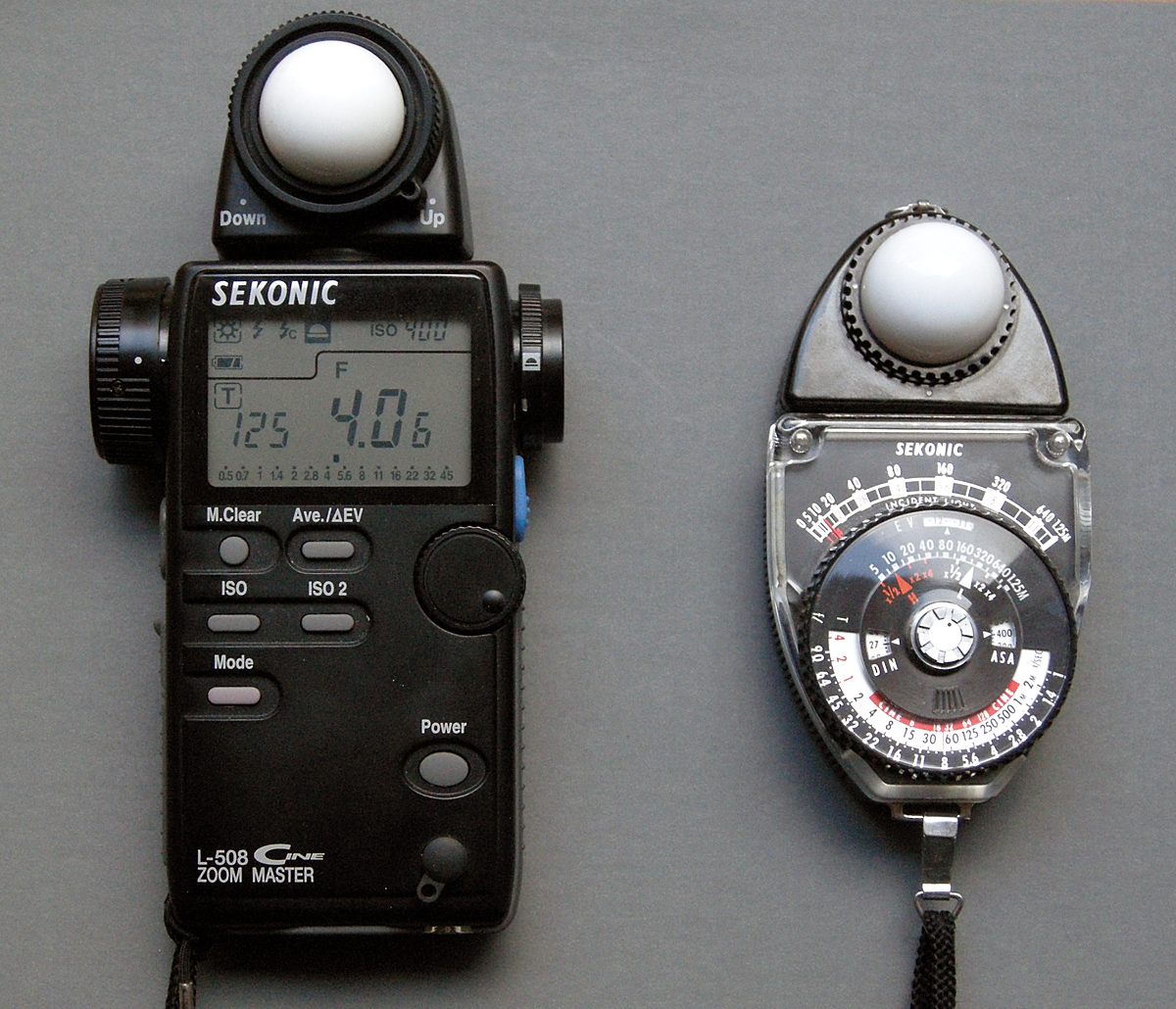
Flashmetr

Flashmetr je zařízení určující jas dopadajícího světla na (fotografovanou, filmovanou) scénu. Hodnota expozice je nezbytná pro správné nastavení clony a času expozice (rychlosti závěrky) fotoaparátu.
Expozimetry incidentního světla měří intenzitu světla dopadajícího na předmět, většinou tzv. flashmetry. K získání údaje incidentního světla se „flashmetr“ umístí podél předmětu tak, aby mířil na fotoaparát nebo ke zdroji světla, podle způsobu měření.
Expozimetry odraženého světla měří intenzitu světla, které se od předmětu snímku odráží. Jejich údaje se čtou s měřidlem u fotopřístroje, nasměrovaném na předmět snímku. Většina měřičů incidentního světla může též být upravena na funkci expozimetrů světla odraženého.

## Typy měření
Používají se čtyři základní typy „měřidel světla“: pro dopadající světlo, odražené světlo, bodové světlo a záblesk. Přesněji řečeno, bodového světlo patří mezi světla odražená a blesk může též patřit mezi světla dopadající nebo odražená (podle způsobu měření).
Expozimetry bodového světla – jasoměry (spotmetry) měří odražené světlo pod úhlem jen asi 1°, zatímco výše zmíněné typy pokrývají mnohem širší úhel – od 30° do 50° u expozimetrů odraženého světla a až 180° u expozimetrů incidentního světla. Expozimetry blesku (flashmetry) jsou navrženy pro měření záblesků světla trvající zlomek sekundy, uvolněných bleskovými jednotkami. Expozimetry kombinovaných typů světla jsou navrženy se schopností měřit záblesky, incidentní i odražená světla.

## Princip
Nejjednodušší expozimetry obsahují fotoelektrickou buňku, která – pokud je vystavena světlu – generuje slabý elektrický proud a indikuje ručičkou na ciferníku. Expozimetr je vybaven nastavitelným kalkulátorem, jenž ukazuje citlivost filmu. Když je ciferník zaaretován podle ukazatele, expozimetr ukazuje různé kombinace rychlostí závěrky a clonových čísel, která zajistí ekvivalentní expozice a podle kterých může být nastaven fotoaparát.
V některých expozimetrech slouží jako citlivý prvek světlovodivé buňky ze sulfidu kademnatého. Buňky napájené rtuťovou baterií jsou velmi citlivé, dokonce i za velmi slabého osvětlení. Inovace z pozdních osmdesátých let bylo použití křemíkových diod jako světelného čidla. Expozimetry jimi vybavené měly větší citlivost než ty s buňkami ze sulfidu kademnatého.